# Pseudojanira investigatoris
Pseudojanira investigatoris är en kräftdjursart som beskrevs av Gary C.B. Poore och Just 1990. Pseudojanira investigatoris ingår i släktet Pseudojanira och familjen Pseudojaniridae. Inga underarter finns listade i Catalogue of Life.